# Władysław Jagusztyn

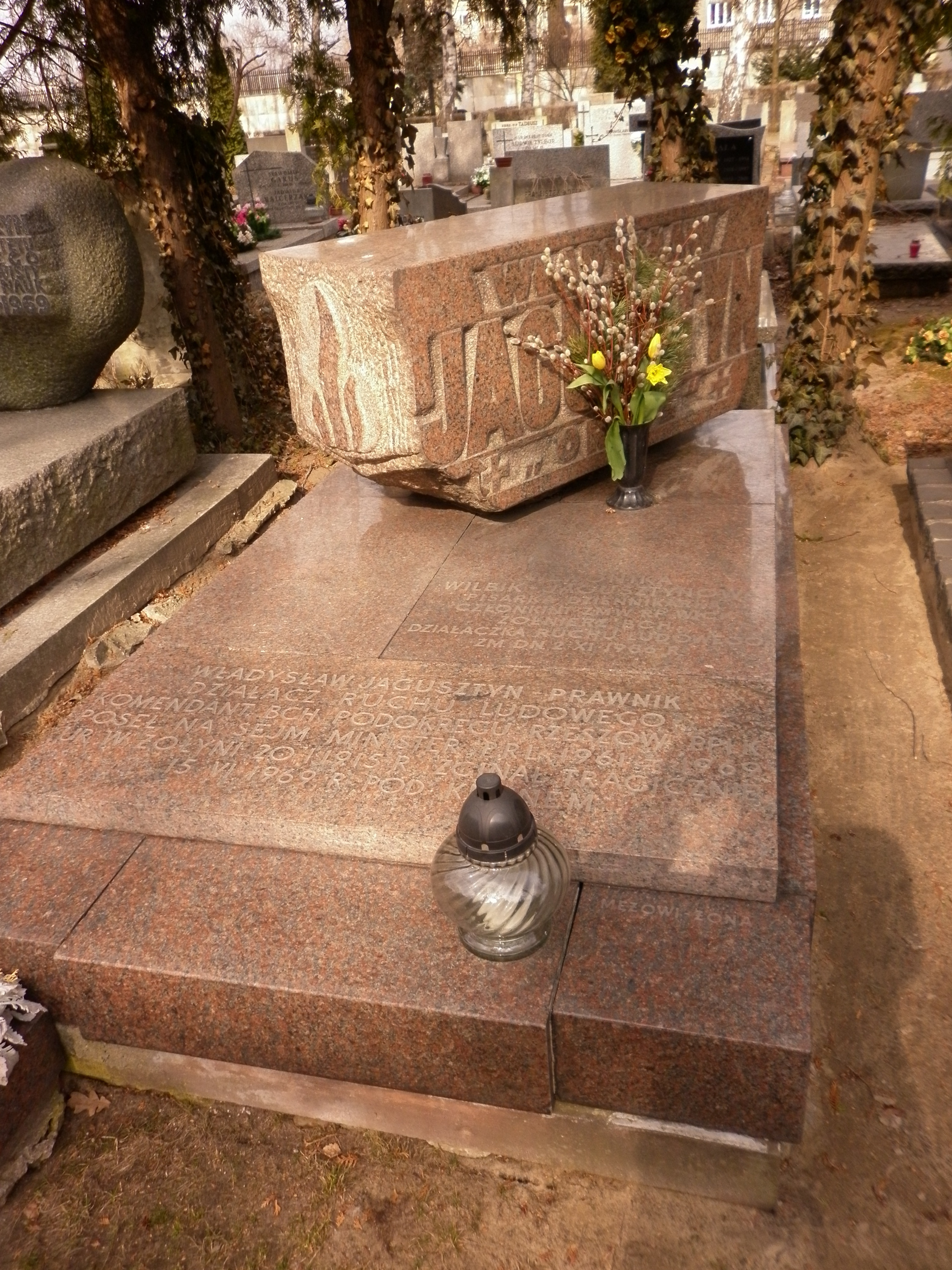
Grób Władysława Jagusztyna na Wojskowych Powązkach

Władysław Jagusztyn (ur. 20 stycznia 1915 w Żołyni, zm. 16 czerwca 1969 pod Kutnem) – polski polityk ruchu ludowego, poseł na Sejm PRL I, II i III kadencji, zastępca przewodniczącego Komisji Planowania przy Radzie Ministrów (1962–1969).

## Życiorys
Uzyskał wykształcenie prawnicze. Od 1933 był działaczem Związku Młodzieży Wiejskiej RP „Wici” i Stronnictwa Ludowego na terenie województwa lwowskiego. Wziął udział w wojnie obronnej w 1939, następnie walczył w Batalionach Chłopskich jako komendant obwodu Łańcut (od 1941), a następnie od 1942 podokręgu Rzeszów. W 1945 był pełniącym obowiązki komendanta Okręgu Kraków BCh. 
Wstąpił do SL „lubelskiego”, następnie do Polskiego Stronnictwa Ludowego oraz Zjednoczonego Stronnictwa Ludowego. W latach 1945–1947 był kierownikiem organizacyjnym, a następnie pierwszym wiceprezesem Zarządy Głównego ZMW RP „Wici”. W latach 1948–1949 był członkiem prezydium i wiceprezesem Zarządu Głównego Związku Młodzieży Polskiej. W PSL pełnił funkcje członka Zarządu Wojewódzkiego w Rzeszowie (1945–1948), członkiem Rady Naczelnej i kierownikiem Wydziału Ekonomiczno-Rolnego (1948–1949). 
W ZSL pełnił kolejno funkcje członka Naczelnego Komitetu Wykonawczego i Rady Naczelnej (1949–1956) oraz członka (1956–1964) i sekretarza (1956–1961) Naczelnego Komitetu. W 1952, 1957 i 1961 uzyskiwał mandat posła na Sejm PRL z okręgów kolejno Jarosław, Rzeszów i Rybnik. W 1961 objął funkcję zastępcy przewodniczącego Komisji Planowania przy Radzie Ministrów, którą pełnił do śmierci. Był również członkiem Ogólnopolskiego Komitetu Frontu Jedności Narodu. W latach 1949–1953 był wiceprezesem Zarządu Głównego Związku Samopomocy Chłopskiej. Pełnił funkcję dyrektora Centralnego Zarządu Bibliotek w Ministerstwie Kultury i Sztuki (1953–1956). Od 1958 był członkiem Zarządu Głównego Towarzystwa Przyjaźni Polsko-Chińskiej.
Zginął tragicznie, wracając z Międzynarodowych Targów Poznańskich. W wypadku samochodowym pod Kutnem śmierć poniósł również wiceprzewodniczący Komitetu Planowania Rumunii Dumitru Usturoi oraz dwóch innych pracowników Komisji Planowania PRL.
Odznaczony m.in. Orderem Sztandaru Pracy II klasy, Krzyżem Kawalerskim (1954), Oficerskim i Komandorskim Orderu Odrodzenia Polski, Krzyżem Grunwaldu III klasy, Medalem 10-lecia Polski Ludowej (1955), Krzyżem Partyzanckim. Został pochowany w Alei Zasłużonych Cmentarza Komunalnego na Powązkach (kwatera A2-tuje-12).

## Życie prywatne
Syn Marka, był żonaty z Weroniką Wilbik-Jagusztynową (1908–1986), miał córki.